# گیتس‌هد
latitudeگیتس‌هدlongitudeگیتس‌هد
گیتس‌هد (به انگلیسی: Gateshead) شهری در ناحیه تاین و ور کشور انگلستان است که این کشور خود بخشی از بریتانیا محسوب می‌شود. این شهر در سال ۱۹۹۱ میلادی ۸۳٫۱۵۹ نفر جمعیت داشته و در سرشماری سال ۲۰۰۱ جمعیت آن به ۷۸٫۴۰۳ نفر رسیده‌است. میزان رشد سالانهٔ جمعیت گیتس‌هد ‎-۰٫۸۳ درصد می‌باشد و جمعیت این شهر در سال ۲۰۱۲ به ۷۱٫۵۰۵ نفر تغییر یافت.